# Macrine l'Ancienne
Macrine l'Ancienne vivait au IVe siècle (vers 270-340). Elle est considérée comme sainte par les églises catholique et orthodoxe. Elle est fêtée le 14 janvier.

## Sa vie
Elle est la mère de saint Basile l'Ancien, et la grand-mère de saint Basile de Césarée, dit le Grand, Père de l’Église, saint Grégoire de Nysse, sainte Macrine la Jeune et saint Pierre de Sébaste.
Elle naquit à Néocésarée, dans le Pont, peu après la mort de saint Grégoire le Thaumaturge, et elle a transmis à ses enfants et petits enfants la doctrine et les enseignements de ce prélat.
Durant les persécutions de Maximin vers 311, elle se retira avec son mari pendant sept ans dans les forêts du Pont. Elle revint à Néocésarée ultérieurement, survécut à son mari plusieurs années, et mourut aux environs de l'an 340.
Son petit-fils, saint Basile le Grand disait d'elle
« Elle façonna nos âmes par une piété fondée sur la saine doctrine.»
Elle est fêtée le 14 janvier.

### Sources
- Magnificat numéro 278 de janvier 2016 page 192

- (en) Cet article est partiellement ou en totalité issu de l’article de Wikipédia en anglais intitulé « Macrina the Elder » (voir la liste des auteurs).